# María Olimpia de Obaldía
María Olimpia de Obaldía (9 septembre 1891 - 14 août 1985) est une poétesse panaméenne.

## Biographie
Fille de Manuel del Rosario Miranda et Felipa Rovira, elle nait à Dolega, Chiriquí.
María Olimpia de Obaldía poursuit ses études à l'école normale de Panama (Escuela Normal de Institutoras) d'où elle sort diplômée en 1913. Elle travaille alors comme enseignante dans sa ville natale jusqu'à son mariage avec Don José de Obaldia en 1918.
Elle publie dès 1926 des recueils de poésie et reçoit dès 1930 reconnaissance et prix pour son oeuvre.
Son poème le plus célèbre , Ñatore May, exprime sa solidarité et sa compassion envers la souffrance des femmes du peuple Ngöbe Buglé (un groupe indien panaméen), opprimées en tant que minorité et en tant que femmes.
« “No seré yo crítica de mi propia obra, pero sí quiero decirles que estos versos expresan fielmente mi sentir de mujer cristiana y mi solidaridad con los humildes, con los más desamparados de la vida. Yo considero que la mujer guaymí, por india y por mujer, es el ser más digno de compasión en el istmo de Panamá. Por ella y para ella estará siempre mi palabra a flor de labio, como una oración”. »

## Descendance
María Olimpia de Obaldía est la grand mère paternelle d'Isabel de Obaldía, artiste panaméenne.

## Publications (poésies)
Extraits:
- Orquídeas Panama, Imprenta Nacional, 1926
- Breviario Lírico, Panama, Imprenta Nacional, 1930
- Parnaso Infantil, Panama, Ediciones del Departamento de Cultura, 1948
- Visiones éternelles, Panama, 1961
- Obra Poética Completa, Club Kiwanis de Panamá avec la collaboration de l'Instituto Nacional de Cultura, 1976

## Distinctions
- En 1930, l'Instituto Nacional de Panamá lui  décerne le titre de Maria Olimpia de Panama.
- En 1951, elle devient la première femme membre de l’Academia Panameña de la Lengua[5].
- En 1976, elle est nommée Commandeur de l' Ordre panaméen de Vasco Núñez de Balboa
- En 1983, elle est décorée de l' Orden de Belisario Porras . La même année, elle reçoit le prix papal Augusta Cruz Insigne Pro Ecclesia et Pontifice de Jean-Paul II.